# Perdikkas I Macedoński
Perdikkas I (gr. Περδίκκας Α'; VIII/VII wieku p.n.e) – pierwszy historyczny król Macedonii panujący w latach 700 p.n.e. - 678 p.n.e. Przypisuje mu się założenie dynastii Argeadów, a także ustanowienie pierwszej stolicy państwa w Ajgaj. Po Perdikkasie władzę przejął jego syn  Argajos I. 

## Zdobycie władzy w Macedonii i ekspansja
Wedle przekazów ojczyzną Perdikkasa było Argos, gdzie jego przodkowie Temenidzi sprawowali władzę. W wyniku rywalizacji wewnątrz rodu Perdikkas wraz z braćmi został zmuszony do opuszczenia Argos. Udali się na północ do Macedonii, gdzie udało im się obalić lokalną dynastię Argeadów (mianem Argeadów określano plemię królewskie rządzące w Macedonii). Po obaleniu rodzimej dynastii Perdikkas został przyjęty do tego królewskiego plemienia, a jego ród był odtąd nazywany Argeadzi-Temenidzi. 
Pod wodzą nowego króla Macedończycy zdobyli nadmorską krainę zwana Pieria i wypędzili zamieszkujących ją do tej pory Traków. Kolejna zbrojna wyprawa zakończyła się pokonaniem i wypędzeniem Bottiajów zamieszkujących nizinną krainę Emathia, następnym etapem ekspansji było zniszczenie miasta Amydon znajdującego się nad rzeką Aksios. Nie powiodły się jednak próby Perdikkasa oparcia granicy państwa na tej rzece. Ze wszystkich zdobytych ziem wypędzono ludność, a na jej miejsce przybyli osadnicy macedońscy.      

## Mity związane z Perdikkasem I

### Mityczne początki państwa
Istnieje wiele wersji mitu mówiących o objęciu władzy w Macedonii przez ród Argeadów. Część z nich przedstawia jako założyciela dynastii Perdikkasa. Na przestrzeni dziejów powstało wiele różnych wariantów także i tej wersji.
Według Herodota

Z Argos uciekli do Ilirii spośród potomków Temenosa trzej bracia: Gauanes, Aeropos i Perdikkas. Z Ilirii przeszli oni do górnej Macedonii i przybyli do miasta Lebaja. Tu służyli za zapłatą u króla: jeden pasał konie, drugi woły, a najmłodszy, Perdikkas, małe zwierzęta domowe. A w dawnych czasach i władcy ziem byli ubodzy w pieniądze, nie tylko lud. Jakoż żona króla sama warzyła im strawę. Ilekroć zaś piekła, chleb służebnego chłopca Perdikkasa wyrastał zawsze podwójnie wielki nad zwykłą miarę. Gdy się to stale powtarzało, opowiedziała o tym swemu mężowi. On, słysząc to, zaraz wpadł na myśl, że jest to cudowny znak, który zwiastuje coś wielkiego. Zawołał więc służących i rozkazał im wyjść z kraju. Ci oświadczyli, że godzi się, aby naprzód otrzymali zapłatę, zanim odejdą. Wtedy król, usłyszawszy o zapłacie — a właśnie przez komin wejrzało do domu słońce — rzekł jakby obłąkany przez bóstwo: — Tę oto uiszczam wam godną was zapłatę — przy czym wskazał na słońce. Starsi więc bracia, Gauanes i Aeropos, stanęli osłupiali wobec tych słów, ale ów chłopak, który przypadkiem miał nóż w ręce, zawołał: — Przyjmujemy, królu, co nam dajesz — i nakreślił nożem na posadzce domu krąg słońca; a gdy to uczynił, trzykroć zaczerpnął w piersi promieni słonecznych, po czym oddalił się wraz z braćmi.
Ci więc odeszli, a królowi wyjaśnił jeden z jego doradców, co właściwie chłopiec uczynił i jak z rozmysłem ów najmłodszy z braci przyjął jego ofiarę. Król, słysząc to, rozgniewał się i wysłał za nimi jeźdźców, aby ich zgładzili. Jest w tej okolicy rzeka, której jako zbawczyni składają ofiary potomkowie tych argiwskich mężów. Owa rzeka, skoro ją przeszli Temenidzi, tak bardzo wezbrała, że jeźdźcy nie mogli się przeprawić. A Temenidzi przybyli do innej okolicy w Macedonii i zamieszkali w pobliżu ogrodów, które miały należeć do Midasa, syna Gordiasa… […] Gdy zajęli tę okolicę, mając tu punkt oparcia, podbili także resztę Macedonii.

Poprzez nakreślenie nożem okręgów na podłodze domostwa Perdikkas  w symboliczny sposób brał w posiadanie dom. Zaczerpnięcie promieni słonecznych oznaczało wezwanie słońca na świadka zdobytej nad domem i krajem władzy.
Według Justyna Perdikkas był synem Karanosa, a wnukiem Temenosa, władcy Argos.

Po nim (Karanosie) rządził król Perdikkas, którego nie tylko życie było sławne, ale też godne pamięci były polecenia wydane w godzinie śmierci i brzmiące jak wyrocznia.

### Założenie Ajgaj
Perdikkas I założył pierwszą stolicę Macedonii - Ajgaj. Uczynił to za namową wyroczni w Delfach, która nakazała mu założyć miasto tam, gdzie zaprowadzi go koza:

Słynni Temenidzi sprawują władzę królewską nad urodzajna krainą. Taki jest bowiem dar Zeusa Egidodzierżcy. Lecz ty (Perdikkasie) udaj się śpiesznie do bogatej w stada krainy Buteis. Tam gdzie ujrzysz śnieżnobiałe kozy o lśniących rogach zmorzone snem, złóż ofiarę szczęśliwym bogom i załóż na tej ziemi stolicę swego państwa.

Gdy kozy doprowadziły Perdikkasa w miejsce opisane przez wyrocznię wdzięczny Perdikkas nazwał na ich cześć swoją stolicę "Ajgaj" co znaczy "Kozie Miasto".

### Przepowiednia dynastii Argeadów
Podczas rządów Perdikkasa I powstała przepowiednia, że dynastia Argeadów przetrwa tak długo, jak członkowie dynastii będą chowani po śmierci do jednego grobu.

Starzec ten (Perdikkas) mianowicie na łożu śmierci wskazał swemu synowi Argejosowi miejsce, na którym chce być pochowany. Tam też polecił złożyć nie tylko swoje kości, ale również wszystkich tych, którzy po nim zasiądą na tronie. Przepowiadał, że jak długo tam będą składane szczątki potomnych, tak długo władza pozostanie w rękach jego rodziny. Panuje przekonanie, że zgodnie z tą przepowiednią wygasł jego ród na osobie Aleksandra, ponieważ zmienił on wyznaczone miejsce spoczynku.

Tak się działo, aż do momentu, gdy tego łańcucha nie przerwał Aleksander Wielki, którego ciało zostało pochowane w innym miejscu. Po jego panowaniu dynastia Argeadów przestała właściwie istnieć, a ostateczie zakończyła się po śmierci jego syna - Aleksandra IV. Grobowiec rodu został usytuowany w Ajgaj. Spoczął tam między innymi Filip II, jego matka Eurydyka, Aleksander IV i inni Argeadzi.